# Nauthólsvík

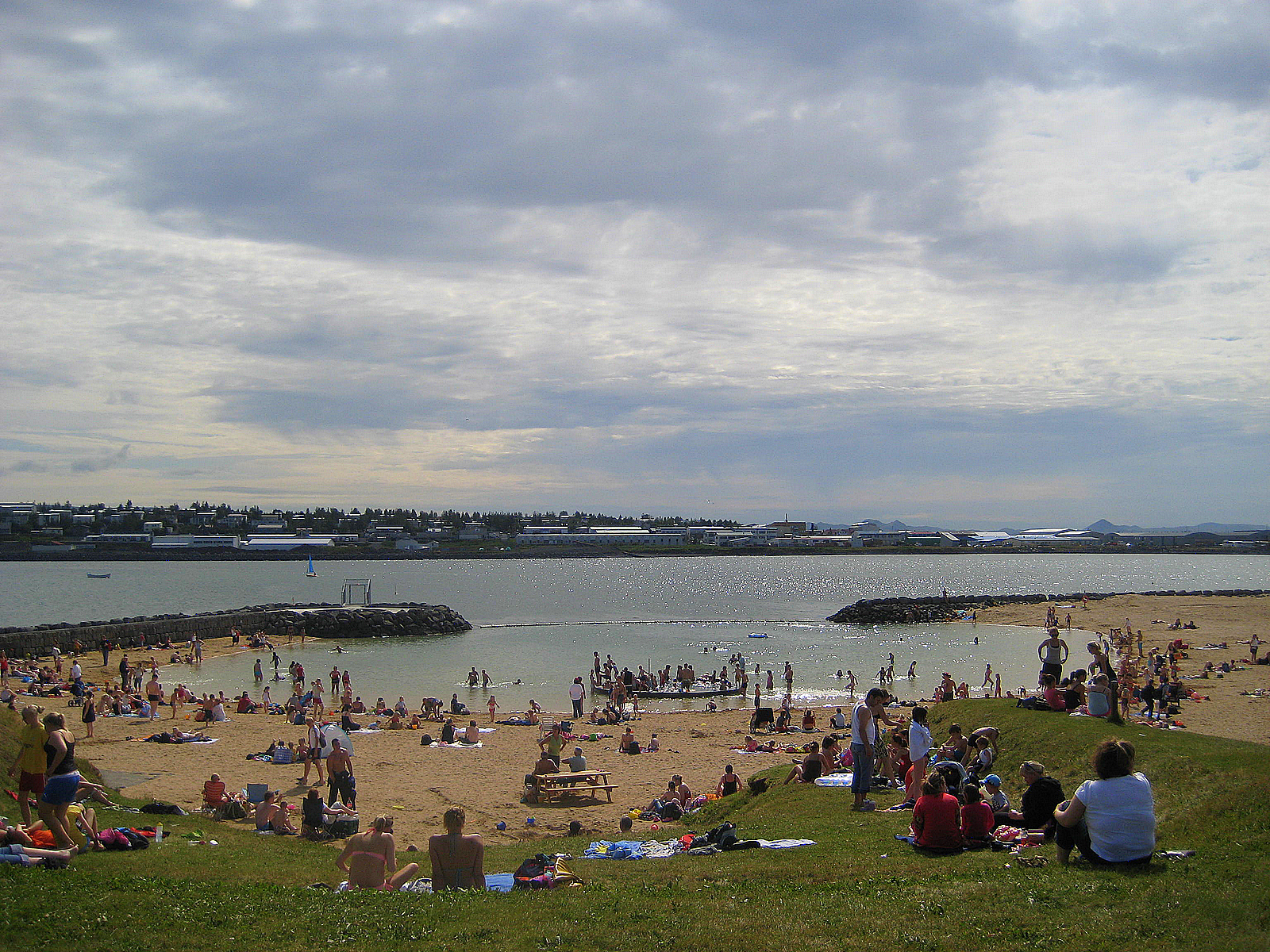
Nauthólsvík

Nauthólsvík ist eine kleine Bucht mit geothermalem Strand in der isländischen Hauptstadt Reykjavík. Sie befindet sich am Nordrand der Fossvogur-Bucht, südwestlich des Hügels Öskjuhlíð in unmittelbarer Nähe der Universität Reykjavík und des Flughafens Reykjavík.

## Nauthólsvík Geothermalbad
2001 wurde in Nauthólsvík ein Freizeitbad eröffnet. Der Sand wurde aus Marokko importiert und die Lagune mit großen Steinwänden umrandet, wo das kalte Meerwasser und das heiße geothermische Wasser zusammentreffen. Die normale Meerestemperatur variiert von −1,9 °C im Winter und 17 °C in den wärmsten Monaten. Aufgrund der Geothermik von Nauthólvík ist die Wassertemperatur höher bei maximal 15 °C bis 19 °C in den Sommermonaten. Zusätzlich gibt es Hot Pots, ein Dampfbad, einen Kiosk und Umkleideräume. Das Bad hat 530.000 Besucher im Jahr.